# Rinaldo Cuneo
Rinaldo Cuneo, noto anche con lo pseudonimo di il pittore di San Francisco (San Francisco, 2 luglio 1877 – San Francisco, 27 dicembre 1939), è stato un artista statunitense, noto per i dipinti di paesaggi e murales.

## Vita e formazione
Cuneo nacque a San Francisco, il 2 luglio 1877, da una famiglia italoamericana di artisti e musicisti. Rinaldo era il secondo dei sette figli di Giovanni Cuneo e di sua moglie Annie. Rinaldo e i suoi fratelli Ciro (1879–1916) ed Egisto (1890–1972) divennero tutti artisti. Le loro sorelle Erminia, Clorinda, Evelina e Clelia erano interessate alla musica e all'opera. La famiglia viveva, nel quartiere italoamericano di North Beach, a San Francisco. 
Cuneo si arruolò nella Marina statunitense all'età di vent'anni, durante la guerra ispano-americana, e prestò servizio per tre anni come artigliere. Ha poi lavorato presso l'azienda di famiglia, e ha iniziato i suoi studi artistici, prendendo lezioni serali al Mark Hopkins Institute of Art.

## Arte

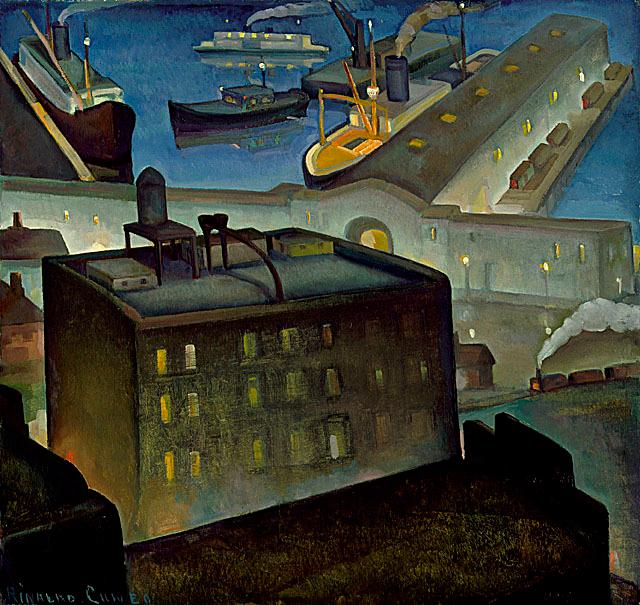
L'Embarcadero di notte, 1927-1928 circa, Museo d'arte della contea di Los Angeles

Conosciuto per i suoi dipinti ad olio raffiguranti paesaggi della Baia di San Francisco, Cuneo ha anche dipinto paesaggi urbani, scene marine e nature morte. La sua prima mostra fu nel 1913 a San Francisco presso la Helgesen Gallery, le sue opere furono anche esposte alla Esposizione internazionale Panama-Pacifico di San Francisco del 1915.

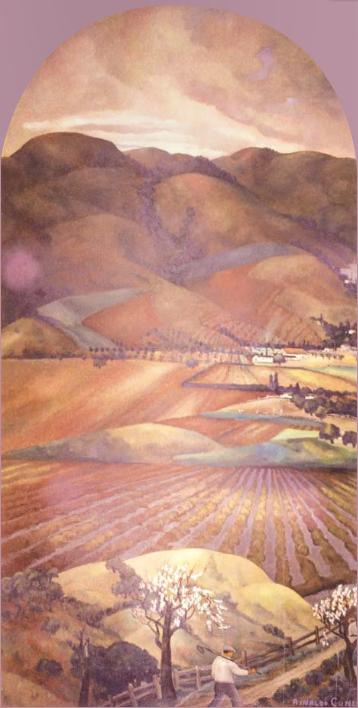
Bay Area Hills, 1934.

Per i suoi numerosi dipinti della Bay Area, Cuneo era noto come Il pittore di San Francisco. Arthur Miller del Los Angeles Times ha scritto che i paesaggi di Cuneo "respirano la forza e la poesia essenziali della sua regione". Oltre ai suoi paesaggi californiani, nel 1928 dipinse anche scene del deserto dell'Arizona. Cuneo ha detto che "un paesaggio deve abbracciare volume, semplicità, unità, buon senso dei valori cromatici, ritmo delle linee e luce". 
Morì a San Francisco il 27 dicembre 1939.
Sebbene fosse stato un artista popolare con molte mostre di successo, durante la sua vita Cuneo non è stato capace di commercializzare con successo i suoi dipinti a causa delle condizioni economiche create dalla Grande Depressione. Ciò lo ha portato alla sensazione di aver fallito.
Le sue opere sono collezionate in diversi musei, tra cui Oakland Museum of California, San Francisco Museum of Modern Art, de Young Museum, Los Angeles County Museum of Art, The Huntington.

## Opere

### Dipinti
- 1913 - Belle View, Francia, 1913 circa, olio su tela
- 1916 - Vicino a San Anselmo, c. 1916
- 1920 - Parco urbano, c. 1920, olio su tela, Museo ItaloAmericano, San Francisco, California
- 1920 - Paravento decorativo a tre pannelli: Lago, colline, alberi e nudo, ca. 1920
- 1927 - L'Embarcadero di notte, c. 1927-1928, olio su compensato, Museo d'arte della contea di Los Angeles, Los Angeles, California
- 1927 - San Francisco da Telegraph Hill, c. 1927, olio su carta, Shasta State Historic Park, Shasta County, California
- 1927 - Sito del parco acquatico, San Francisco, c. 1927, olio su carta, Shasta State Historic Park, Shasta County, California
- 1928 - Old Fisherman's Warf, Monterey, olio su tela, Shasta State Historic Park, Shasta County, California
- 1928 - Senza titolo (Baker Beach, vicino a San Francisco), c. 1928, Laguna Art Museum, Laguna Beach, California
- 1930 - California Hills With White Boat, olio su tela, Museo ItaloAmericano, San Francisco, California
- 1930 - Cavalletto Larkspur Landing c. 1930, 12 x 13, olio su tavola
- 1930 - Storm Mountains, c. 1930, olio su tela
- 1930 - The Farm, c. 1930, olio su tela
- 1935 - California settentrionale, c. 1935, Biblioteca di Huntington, vicino a Pasadena, California
- 1937 - Town and Hills, Utah, c. 1937, olio su tela
- California Hills
- Paesaggio urbano
- San Anselmo, olio su tela
- Autoritratto, olio su cartone telato
- Natura morta con dalie
- Untitled (Piedmont Hills), olio su tela, Farhat Art Museum, Beirut, Libano